# Сидоров, Яков Ильич
Яков Ильич Сидоров (15 марта 1920 года, с. Катцино, Слободо-Туринский район, Свердловская область, РСФСР, СССР — 23 октября 2009, Москва, Российская Федерация) — советский военачальник, заместитель начальника Главного разведывательного управления СССР, генерал-полковник (27.10.1977).

## Биография
С 1937 года его жизнь связана с Вооруженными Силами, где он прошёл славный боевой путь от курсанта Омского военно-пехотного училища до первого заместителя начальника Главного управления Генерального штаба Вооруженных Сил СССР.
С октября 1942 года и до получения тяжелого ранения в сентябре 1943 года Я. И. Сидоров воевал на Центральном, Калининском и Западном фронтах в составе 150-й стрелковой дивизии (2 формирования) преобразованной в 22-ю гвардейскую стрелковую дивизию.
В послевоенные годы продолжил военную службу начальником штаба полка, старшим офицером штаба Дальневосточного военного округа, начальником штаба, заместителем командира и командиром дивизии. С марта 1966 по июль 1967 — первый заместитель командующего 1-й отдельной армией (с октября 1967 — 1-я гвардейская армия) Киевского военного округа.
Окончил Военную академию им. М. В. Фрунзе и Высшую военную академию им. К. Е. Ворошилова.
С 1968 года Я. И. Сидоров — на руководящей работе в Главном разведывательном управлении СССР.
Находясь в отставке, проводил большую работу по военно-патриотическому воспитанию молодежи.